# Мертендорф
Мертендорф (нім. Mertendorf) — громада в Німеччині, розташована в землі Саксонія-Ангальт. Входить до складу району Бургенланд. Складова частина об'єднання громад Ветауталь.
Площа — 27,43 км2. Населення становить 1595 ос. (станом на 31 грудня 2021).

## Галерея

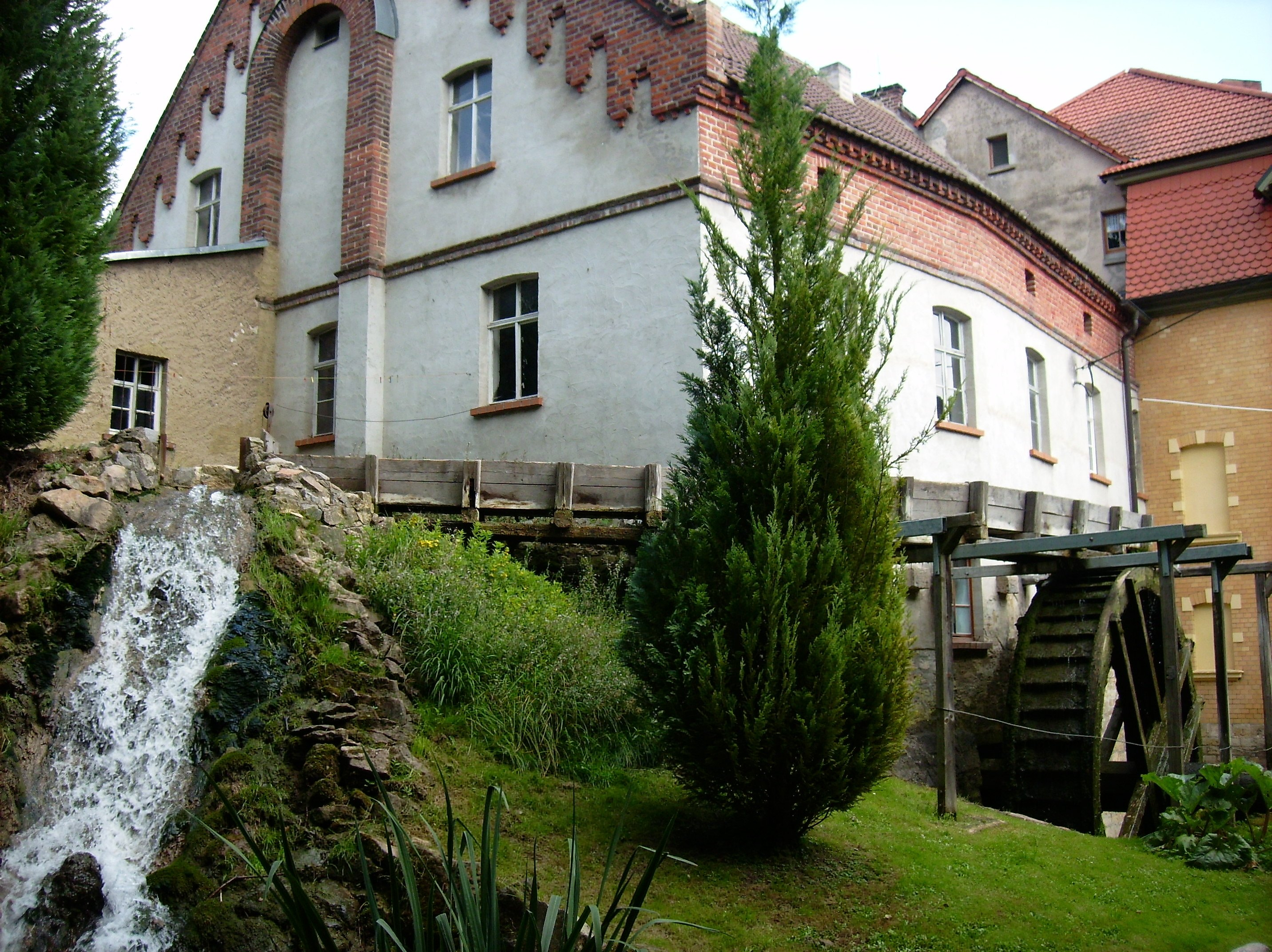